# Claude Pascal
Claude René Georges Pascal (Parijs, 19 februari 1921 - aldaar, 28 februari 2017) was een Franse componist.

## Leven en werk
Claude Pascal kreeg zijn eerste pianolessen op vijfjarige leeftijd. Op zijn tiende werd hij toegelaten tot het Conservatoire de Paris. Hij was vooreerst jongenssopraan. Op aanbeveling van conservatoriumdirecteur Henri Rabaud engageerde de dirigent Walther Straram hem in 1933 voor de rol van Yniold in Debussy's opera Pelléas et Mélisande in het Théâtre des Champs-Elysées. Aansluitend maakte hij voor Columbia een aantal plaatopnamen op 78 toeren. Daarbij was een opname van Schuberts Erlkönig waarop Claude Pascal de rol van het kind zong. 
Pascal was student bij onder anderen Henri Busser voor compositie, Yves Nat voor piano en Charles Münch en Roger Désormière voor orkestdirectie. In 1945 zond hij zijn cantate La Farce du contrebandier in voor de Prix de Rome en won. Daardoor verbleef hij van 1946 tot 1949 in de Villa Medici in Rome. Daar componeerde hij zijn versie van de Sonate de Vinteuil zoals Marcel Proust die beschreef in À la recherche du temps perdu. Na zijn terugkeer werkte hij enige tijd als koordirigent aan de Opéra-Comique. Vervolgens was hij van 1952 tot zijn emeritaat in 1987 professor aan het Conservatoire de Paris. Hij combineerde die functie met ander werk: hij was in de jaren 1965-1967 productieleider van het platenlabel Club Français du Disque, schreef van 1969 tot 1979 muziekkritieken voor Le Figaro en was van 1983 tot 1991 als adviseur voor auteursrechtkwesties verbonden aan het Hof van Beroep in Parijs. Daarnaast was hij als componist zeer actief.
Claude Pascal overleed op 96-jarige leeftijd in een ziekenhuis in Parijs.

## Werkenlijst
Zijn compositorisch oeuvre is omvangrijk en bestaat uit veel kamermuziek, maar omvat vrijwel alle genres van de klassieke muziek. 
- Quatuor à cordes, 1943
- Octuor voor blazers, 1944
- Sonatine voor altsaxofoon en piano, 1947
- 1ère Sonate voor viool en piano, 1947
- Air varié voor contrabas en piano, 1950
- Pop-corn voor viool en piano, 1951
- Toccata voor piano, 1952
- Pastorale héroïque voor trombone en piano, 1952
- Pièce voor hobo en piano, 1952
- Sonatine voor viool en piano, 1952
- Impromptu voor altsaxofoon en piano, 1953
- Improvisation en forme de canon voor trombone en piano, 1958
- Concerto voor piano en kamerorkest, 1958
- Concerto voor cello en orkest, 1959
- Musique pour harpe, 1960
- Quatuor de saxophones, 1961
- Ouverture pour un conte de fées voor orkest, 1961
- 2ème Sonate voor viool en piano, 1963
- Ut ou do, 5 stukken voor kinderkoor, 1963
- Sonate voor hoorn en piano, 1963
- Trois Légendes voor klarinet en piano, 1963
- Six Pièces variées voor fluit en piano, 1965
- Six Pièces variées voor klarinet en piano, 1965
- Six Pièces variées voor trompet en piano, 1965
- Grave et Presto voor cello en piano, 1966
- Sonate en 6 minutes 30 voor tuba, bastrombone en piano, 1966
- Concerto voor harp en orkest, 1967
- Orkestratie van Die Kunst der Fuge van Johann Sebastian Bach (samen met Marcel Bitch), 1967
- Suite voor piano, 1970
- Sonate voor cello en piano, 1971
- Quatre Etudes voor piano, 1980
- Triptyque ferroviaire, 3 stukken voor tweestemmig kinderkoor, 1980
- L'Invitation aux voyages, 5 stukken voor driestemmig koor, 1981
- Portrait de l'oiseau-qui-n'existe-pas, lied voor sopraan en piano, 1981
- Sonatine voor piano, 1982
- Suite française voor cello solo, 1982
- J'ai voulu te rejoindre, lied voor sopraan en piano, 1982
- Elégie voor orgel, 1986
- Danse des Lutins voor fluit en piano, 1986
- Offertoire voor orgel, 1986
- Carnet de notes, 74 progressieve stukken voor piano, 1987
- Sonate voor viool solo, 1990
- 60 Petites Etudes voor piano, 1991
- Trois Inventions voor fluitkwartet, 1991
- Framboise et Amandine, les jumelles de l'espace, "kosmische" opera voor kinderen, 1992
- Piano-rétro, 8 stukken voor piano, 1992
- Farfelettes, 10 stukken voor kinderkoor en een of twee instrumenten, 1993
- Paraphrase sur "The Entertainer" van Scott Joplin voor klarinet of altsaxofoon en piano, 1994
- Quatre Farfelettes voor stem en piano, 1998
- Sonate voor hoorn solo, 1997
- Trio voor sopraan- of tenorfluit, 1997
- Concerto voor fluit en strijkorkest, 1996
- Trois Etudes-Caprices voor piano 4-handig, 1998
- Partita voor altsaxofoon en piano, 1999
- Scherzetto voor saxofoonkwartet, 2002
- Sonate voor 2 fluiten, 2002
- Suite chorégraphique, 5 stukken voor saxofoonkwartet, 2003
- Top-Model et Cie, 3 liederen voor sopraan en piano, 2003
- Eléments de solfège, 4 liederen voor zang en piano, 2003
- Allegro, Choral et Fugato voor hoornkwartet, 2004
- Equinoxe voor hoorn en piano, 2004
- Notturno voor viool en piano, 2005
- Rituel tibétain voor hoornkwartet, 2005
- Sérénade voor gitaar, 2005
- Concerto voor altsaxofoon en orkest, 2006
- Déjà 1 an !, lied voor zang en piano, 2006
- Atout Chœur, 5 stukken voor gemengd koor en orgel of piano, 2007
- Entrée pour un mariage, parafrase van de Bruiloftsmars van Mendelssohn voor fluit en orgel, 2007